# Diego López III d'Haro
Diego López III d'Haro (? - † Bañares 4 d'octubre de 1254). Fill de Lope Díaz II d'Haro i Urraca Alfonso. Va ser setè senyor de Biscaia entre els anys 1236 i 1254. En els primers anys va servir amb fidelitat al seu oncle i rei Ferran III de Castella, qui no el va confirmar en els terrenys que governava, llevant-li La Rioja i deixant-li Castella la Vella. Diego no va acatar aquesta decisió rebel·lant-se contra el rei diverses vegades, aconseguint posteriorment el seu perdó. Es va mantenir al seu costat fins a la seva defunció en 1252, després del qual va arribar al tron Alfons X el Savi amb qui Diego López (el seu cosí) va continuar en la seva posició fins que van començar a xocar. Diego llavors va exercir el seu dret de negar l'obediència al rei (era un dret que reconeixia la legislació de l'Edat Mitjana als senyors feudals), buscant un altre senyor, que seria el rei de Navarra. El 4 d'octubre de 1254 moria en el seu palau de Bañares abrasat a l'introduir-se en una banyera d'aigua bullent en un intent d'aplacar els seus dolors reumàtics. '

## Família
Va estar casat amb Constança de Bearn i del seu matrimoni va tenir quatre fills:
- Lope Díaz III d'Haro, que el va succeir en el Senyoriu de Biscaia
- Diego López V d'Haro, que també ho va ocupar
- Urraca
- Teresa Díaz d'Haro, que es va casar amb Juan Nuñez de Lara, a la descendència del qual va venir a parar el Senyoriu biscaí.